# Aploradoherpia
Aploradoherpia is een geslacht van wormmollusken uit de  familie van de Simrothiellidae.

## Soort
- Aploradoherpia insolita Salvini-Plawen, 2004